# Mario Schulz
Mario Schulz (* 1966 in Wittenberge) ist ein deutscher rechtsextremistischer Politiker. Er war Landesvorsitzender der brandenburgischen NPD, Vorsitzender des NPD-Kreisverbandes Prignitz-Ruppin und Mitbegründer der rechtsextremistischen Vereinigung Bewegung Neue Ordnung (BNO).

## Politische Laufbahn
Der Landwirt Schulz war von der Zweiteilung des NPD-Landesverbandes Berlin-Brandenburg im April 2003 an bis zum Januar 2004 Landesvorsitzender der brandenburgischen NPD. Ihm folgte als Vorsitzender der NPD-Bundessprecher Klaus Beier. Zur gleichen Zeit verließ er die NPD, weil sie ihm nicht „rassistisch genug“ war bzw. weil die Partei das „Abstammungsprinzip“ verraten habe. Grund dafür war, dass für die Mutterpartei der gebürtige Bosnier Safet Babic bei den Europawahlen 2004 antrat.
Schulz folgten fast der ganze NPD-Kreisverband Prignitz-Ruppin und der damalige Landesvorsitzende der brandenburgischen Jungen Nationaldemokraten, Jens Pakleppa. Von dieser strukturellen Schwächung hat sich die brandenburgische NPD in der Folge nicht erholt. Bis jetzt konnte sie keinen neuen Kreisverband in der Prignitz aufbauen. Eine weitere Schwächung erfolgte dadurch, dass Schulz bei seinem Austritt Mitglied des Prignitzer Kreistages und sein Gefolgsmann Mathias Wirth Mitglied der Gemeindevertretung Wittstock/Dosse war.
Die BNO lehnte sich stark an das 25-Punkte-Programm der NSDAP an. So standen im Mittelpunkt ihrer programmatischen Schriften völkische und revisionistische Positionen, wie das Ziel des Aufbaus einer Volksgemeinschaft und die Angliederung ehemaliger deutscher Provinzen. Des Weiteren entstanden mit der Zeit eine große Anzahl an Tarnorganisationen, wie der – inzwischen verbotene – Schutzbund Deutschland (nach dem Verbot als Bewegung Neues Deutschland aufgetreten), die Deutsche Jugend, der Bund Nationaler Sozialisten und die Wählerinitiative Ja zu Brandenburg, die bei den brandenburgischen Landtagswahlen 2004 0,4 % der Wählerstimmen bekam. Diese Liste führte Schulz als Spitzenkandidat an. Er selbst erhielt als Direktkandidat in seinem Wahlkreis 2,0 % der Erststimmen.
Bei den Landratswahlen in der Prignitz am 8. Mai 2022 tritt Schulz als Einzelbewerber für die rechtsextreme neonazistische Kleinpartei „Der III. Weg“ als Kandidat an.